# Гал, Эдвард
Эдвард Гал (нидерл. Edward Gal; род. 4 марта 1970, Реден, Гелдерланд) — нидерландский спортсмен-конник, выступающий в выездке, призёр Олимпийских игр 2012 года, многократный чемпион мира.

## Биография
Примерно в четырнадцать Гал начал активно заниматься верховой ездой. На вопрос о выборе это дисциплины он ответил: «Это единственное чем я хотел заниматься, хотя моя семья абсолютно не связана с лошадьми. Я купил своего первого пони, когда мне было 17 лет. Я начал заниматься выездкой лошадей, когда я перерос своего верхового пони».
Первым тренером Эдварда был Рином ван дер Шафтом. Позже он пошёл в ученики Анки ван Грюнсвен, которая с помощью своего мужа Съефа Янсена привела Эдварда в большой спорт.
В 1996 году вместе с деловым партнером Николь Вернер основал конную базу, которая расположена в Харскампе.
Карьера Гала как всадника высокого уровня пошла по нарастающей после сотрудничества с жеребцом Лингом.

## Личная жизнь
Гал находится в долгосрочных отношениях с товарищем по команде Хансом Петером Миндерхудом. Он дал интервью в нескольких голландских СМИ о своей гомосексуальности и его отношениях с Миндерхудом.